# Helnhausen
Koordinaten: 51° 8′ 0″ N, 9° 13′ 12″ O
Helnhausen ist eine Wüstung im Westen der Gemarkung von Geismar, einem Stadtteil von Fritzlar im nordhessischen Schwalm-Eder-Kreis.
Sie befindet sich, bisher nur ungefähr lokalisierbar, auf etwa 245 m Höhe nördlich der Eder und der Landesstraße L3383 von Geismar nach Wellen am Südost-Fuß des Heidekopfes (298,2 m). Die Flurnamen „Hellhausen“ und „Höllhausen“ erinnern an die verschwundene Siedlung. Die Siedlung war vermutlich sehr klein, wurde im Jahre 1371 als locus erstmals urkundlich erwähnt und wurde 1575 als wüst bezeichnet. Schriftliche Erwähnungen des Orts bzw. seiner Feldflur waren u. a. „Helnshusen“ (1371), „Helmhausen“, „Hilnhausen“, „beim helgen Hause“ und „am Helnn“ (1579).